# イギリス国鉄サンドイッチ
イギリス国鉄サンドイッチ（イギリスこくてつサンドイッチ、英: British Rail sandwich）とはイギリスのポップカルチャーで使われるフレーズで、1948年から1994年の国有鉄道期にイギリス国鉄が旅客列車の中で販売していたサンドイッチを指す。いかにも味気ないものだった当時の車内食を象徴する食品として笑いの種にする形で使われ始めた言葉である。
国鉄の車内販売員だったマイラ・タデナムによると、問題のサンドイッチの悪評は「パンの角が反り返るまで」食堂車のカウンターでガラスドームの中に陳列されていたことによるという。歴史家キース・ラブグローブはこう書いている。「そのサンドイッチは矛盾の塊だった。冷たくじっとりしていることもあれば、古びて固くなっていることもあり、二等辺三角形になったパンの角はたいてい読み古したペーパーバックのページのようにめくれ返っていた」。
多くのジョークに反して、国鉄の内部文書によると民営化直前の1993年度にサンドイッチの販売数は800万食を記録していた。

## ニュースやポップカルチャーでの使用
イギリスやアメリカで鉄道が敷かれ始めたころから旅客向けに駅で売られる軽食と言えばサンドイッチであった。独占市場ということもあり、それらは高品質とは言えなかった。車内販売のサンドイッチを笑いの種にするのはイギリス国鉄の誕生よりずっと早い。『アメリカン・レールロード・ジャーナル』1884年10月号のユーモアコラムはその一例である。
鉄道サンドイッチの存在と全国的な蔓延は長年にわたって人々の恐怖の源であり、医師会にとっても悩みの種だったがなんとか抑え込んできた。
イギリス国鉄サンドイッチは同国のラジオやテレビ番組、数々の書籍で物笑いにされてきた。ラジオ番組『ザ・グーン・ショー』のエピソード「イギリス国鉄サンドイッチシステムの崩壊」は1954年3月8日回にBBCホームサービスで初放送された。『ザ・ミリーニャ・ショー』は1972年に偽ニュースのスケッチを放送したが、その中には「行方不明だったゴッホの耳、イギリス国鉄サンドイッチの中で発見」というヘッドラインがあった。
ジョー・モランは著書『初心者のための行列並び: 朝食から就寝まで日々の暮らしの物語』の中でイギリス国鉄サンドイッチを「イギリス社会の衰退のメタファーだった。『ザ・グーン・ショー』で定番のジョークになったときから」と書いている。ビル・ブライソンは『小さな島からの手記』でこう書いた。「思えば昔は、イギリス国鉄サンドイッチを買うものはみな、これを最後に永い時間を生命維持装置につながれて過ごすことになるのではないかと思い悩んだものだった」。
イギリス国鉄サンドイッチは20世紀半ばの産業国有化がもたらした弊害の代表例ともみなされている。インディペンデント紙は1997年の記事で国鉄サンドイッチを「企業社会の統制主義、官僚主義を満天下に示すもの」と呼び、民営化の大鉈を振るったマーガレット・サッチャー首相が「ジェームズ・キャラハン、価格所得政策、そしてイギリス国鉄サンドイッチを一掃した」と書いた。
サービス一般の質を評価するときに悪い例として引き合いに出されることもある。1988年、『インヴェスターズ・クロニクル』誌はブリティッシュ・テレコムのサービス品質を「かつてイギリス国鉄サンドイッチが独占していた種類の口撃を呼び寄せている」と表現した。2007年には、航空会社BMIの会長だったマイケル・ビショップがヒースロー空港について「かつてイギリス国鉄サンドイッチが持ち続けていた世間の評価を引き継いだ」と書いている。

## 製法
2001年、ヨークのイギリス国立鉄道博物館によってサンドイッチの製法が書かれた1971年11月付の文書が発見された。飲食サービス部門取締役ビル・カリーが作成したもので、イギリス国鉄の食品を「鉄道会社の中で最高」にするために書かれたとされていた。この文書は2002年に国立鉄道博物館の展示「イギリス国鉄 ― 感動の物語」で大きく取り上げられた。レシピは具材の量を正確に指定しており、ランチョンミートおよびサーディンのサンドイッチはいずれも具材が3分の2オンス（約20 g）と決められ、卵とクレスのサンドイッチには1食あたりクレスを12分の1パネット入れることになっていた。それだけではなく、三角にカットしたとき見た目が良くなるようにバターの3分の2以上、具材の3分の1以上を対角線に沿って配置するようにという指示もあった。ハムサンドイッチはハム1枚をそのまま置き、もう1枚のハムを対角線に沿って二つ折りにする決まりだった。サンドイッチを三角にカットすると2枚しかないハムが3枚あるように見える仕掛けである。

## 他国の鉄道サンドイッチ
この種の魅力に乏しいサンドイッチはフランスでも「サンドイッチ・SNCF（フランス国鉄）」「サンドイッチ・TGV（高速鉄道）」などと呼ばれている。種類が何であれ、不味くて粗末な割に値段の高い調理済み食品をそのように呼ぶのは一般的なユーモアである。
ギリシャでこの種のサンドイッチは「Καραβίσια」（カラビシア）と呼ばれる。大意は「船に乗っているもの」であり、客船で販売されるような低質で高価なサンドイッチを指す。